# Selezione maschile di hockey su prato di Gibilterra
La selezione di hockey su prato di Gibilterra è la squadra di hockey su prato rappresentativa di Gibilterra.

## Partecipazioni

### Mondiali
- 1971-2006 - non partecipa

### Olimpiadi
- 1908-2008 – non partecipa

### Champions Trophy
- 1978-2008 – non partecipa

### EuroHockey Nations Championship
- 1970 - non partecipa
- 1974 - non partecipa
- 1978 - 12º posto
- 1983-2007 - non partecipa